# РСБ-Групп
«РСБ-Групп» (также «Российские системы безопасности») — российская компания, оказывающая услуги по обеспечению безопасности в нестабильных регионах мира. Фактически является российской ЧВК. Имеет региональный офис в Сенегале, а также представительства в Турции, Германии и Италии. Занимается разминированием, конкурентной разведкой и аналитикой, вооруженной охраной и защитой морских гражданских судов от морских пиратов в Аденском,  Гвинейском заливе, Малаккском проливе и т.д. Так, сотрудники компании "РСБ-Групп" участвовали в разминировании одного из крупнейших цементных заводов Ливии в Бенгази, принадлежащий компании Libyan Cement Company. Сумма контракта по сведениям средств массовой информации составила 10 млн долларов. По оспариваемым данным ООН, в ходе ливийского конфликта её специалисты предположительно осуществляли обслуживание и ремонт военной авиации армии фельдмаршала Халифы Хафтара. В августе 2020 года сотрудники компании отразили нападение на ливийское посольство в Минске. Позднее они вступили в конфликт с дипмиссией и даже сами пытались её захватить.

## Санкции
8 апреля 2022 года, на фоне вторжения России на Украину, компания внесена в санкционные списки Канады за «поддержку российским военным» и так как «являются соучастниками боли и страданий, вызванных бессмысленной войной Владимира Путина в Украине».
28 июня 2022 года компания попала в санкционный список США против «путинской военной машины»:

РСБ-Групп - частная военная компания тесно связанная с российскими спецслужбами. РСБ нанимает высококвалифицированных бойцов спецназа Российской Федерации, включая ветеранов российских спецслужб. РСБ предоставляла глобальные услуги для российских компаний в тесной координации с ФСБ, включая обслуживание военных самолетов в Ливии— «Управление по контролю за иностранными активами», 28 июня 2022 года
18 декабря 2023 года компания включена в санкционный список стран Евросоюза как  «российская частная военная компания, которая содействует агрессивной войне России против Украины путём подготовки российских солдат и бойцов спецназа для войны в Украине». По аналогичным основаниям РСБ-Групп находится под санкциями Украины, Новой Зеландии и Великобритании.